# 4524 Барклайдетоллі
4524 Барклайдетоллі (4524 Barklajdetolli) — астероїд головного поясу, відкритий 8 вересня 1981 року.
Тіссеранів параметр щодо Юпітера — 3,555.